# Joana Pastrana
Joana Pastrana (Madrid, 29 de septiembre de 1990) es una exboxeadora española que en 2016 se convirtió en la primera mujer de la historia en ganar el Campeonato de Europa de boxeo de peso mínimo, título que revalidó en 2017, 2020 y 2021. En junio de 2018 consiguió el título mundial IBF del peso mínimo. El día 26 de junio de 2021 anunció su retirada del boxeo profesional.

## Carrera deportiva
En 2013, Pastrana empezó a boxear de forma amateur en el Campeonato de Madrid. Debutó como profesional el 6 de febrero de 2016, en el Restaurante Escuela Taurina La Chopera en Fuente el Saz de Jarama, donde venció contra la boxeadora búlgara Ivana Yaneva. Así se convirtió en la única púgil profesional de la Comunidad de Madrid, tras los pasos de María Jesús Rosa o Soraya Sánchez.
Tras estos primeros años, en 2016 se convirtió en la primera boxeadora en la historia en alzarse con el Campeonato de Europa del peso mínimo. Su única derrota se produjo cuando intentaba conseguir el título Silver del Consejo Mundial de Boxeo (WBC), al romperse el metacarpiano de la mano derecha en el segundo asalto y perder por un punto. Esa lesión la mantuvo fuera del cuadrilátero durante seis meses.
El 22 de septiembre de 2017, Pastrana se convirtió en la primera boxeadora española que ha conseguido revalidar su título de Europa tras alcanzar victoria por KO ante la húngara Judit Hachbold, en el campeonato organizado en el Polideportivo José Caballero de Alcobendas (Madrid).
En junio de 2018 derrotó a la boxeadora Oezlem Sahin, con lo que conquistó el título mundial IBF. Unos meses después, el 9 de marzo de 2019, derrotó por decisión unánime a la mexicana Ana 'La Bronca' Arrazaola en Moralzarzal (Madrid), con lo que mantuvo el título mundial IBF. En la madrugada del 4 al 5 de agosto de 2019, perdió por su título de campeona de la IBF ante la costarricense Yokasta 'Yoka' Valle, en Marbella. Al finalizar el combate informó de una lesión de muñeca desde el asalto 1.
El 26 de junio de 2021 se proclamó campeona de Europa por cuarta vez, y anunció su retirada.

## Televisión
Tras su retirada, en 2023 participó en el reality Traitors España, del que se coronó campeona junto a la jugadora de póquer Leo Margets.
En 2023 también participó como capitana en El Conquistador para RTVE.
En junio de 2024 aparece en el programa Supervivientes como defensora de su amiga y deportista, Blanca Manchón.

## Reconocimientos
En 2018, Pastrana fue premiada en la I Gala de Mujeres Deportistas del Ayuntamiento de Madrid.